# Гобустанский район
Гобуста́нский райо́н (азерб. Qobustan rayonu) — район на востоке Азербайджана. Административный центр — город Гобустан. Является одним из районов Горно-Ширванского экономического района Азербайджана.

## История
Территория Гобустанского района в период Российской империи находилась в составе Каспийской области, затем в Шемахинской губернии, с 1859 — в Бакинской губернии.
В составе Азербайджанской ССР первоначально входила в Шемахинский уезд, в качестве Маразинского участка.
В 1930 году образован Шемахинский район, в состав которого вошло село Мараза. 8 октября 1943 года из Шемахинского (13 сельсоветов) и Хизинского (2 сельсовета) районов выделен Маразинский район. 4 декабря 1956 года к Маразинскому району присоединена часть территории упразднённого Хизинского района. 4 декабря 1959 года Маразинский район был упразднён, его территория передана в Шемахинский район.
24 апреля 1990 года из состава Шемахинского района был выделен Гобустанский район, существующий с тех пор в неизменных границах.
В 2008 году районный центр — посёлок городского типа Мараза получил статус города и был переименован в Гобустан.

## География
Гобустанский район расположен на юго-восточных склонах Большого Кавказского хребта. По этой причине, с точки зрения историко-географических терминов, Гобустан следует рассматривать как Ширван. Однако известно, что в письменных источниках 19 века Ширван разделялся на две большие территории, одна из которых была названа областью Гошун, другая — Гобустанской областью.
Территория района — горная зона со сложным рельефом. Горные склоны разделены на три области: плоскогорья, холмогорья и равнины. Горное плато покрывает северо-западную часть Гобустана. В горах у Аджыдере развился глиняный карст. Вследствие этого, здесь распространён карстовый ландшафт. Большую роль в формировании рельефа Гобустана играли ветра, осадки и грязевые вулканы.
Гобустан богат нефтью и газом. Их естественными признаками являются грязевые вулканы. На территории района расположены Джяйирли, Шорсулу, Коланы, Шейхсярли, Годуг гыран и другие грязевые вулканы. В районе есть резервы различных строительных материалов (известняк, песок, гравий, вулканический пепел, гипс, сланцы).

## Природа
Почвенный покров Гобустана варьируется. В восточной части находятся серые, коричнево-бурые, в северо-западной — каштановые почвы. На территории Гобустана произрастают 470 из 4000 видов растений Азербайджана. Большинство — цветущие растения, в том числе полынь салата, клюква, сирень, розы. Распространены ксерофитные растения, засухоустойчивые растения, в том числе гранаты, инжир, птичий виноград. Эти кустарники приспособились к произрастанию на скалах, так как с лёгкостью могут питаться каплями воды, попадающими на скалы при выпадении осадков в виде росы.
Когда-то на территории Гобустана обитали джейраны, гиены и другие виды животных, однако позже они вымерли. В настоящее время в районе обитают волк, шакал, лиса, барсук, ядовитые виды пресмыкающихся (змеи, ящерицы), ёжи.
Климат умеренно тёплый, в основном полупустынный. Лето засушливое, жаркое. Зима мягкая. Сезоны дождей — ранняя весна и поздняя осень. Годовое количество осадков составляет 400—500 мм. Западная часть Гобустана более увлажнена осенью и весной, чем восточная часть Гобустана, поскольку на ней частично расположена Кура-Араксинская низменность. Самая высокая средняя температура наблюдается в июле (32 °C), самая низкая средняя температура — в январе (-1,6 °C).

## Административное устройство

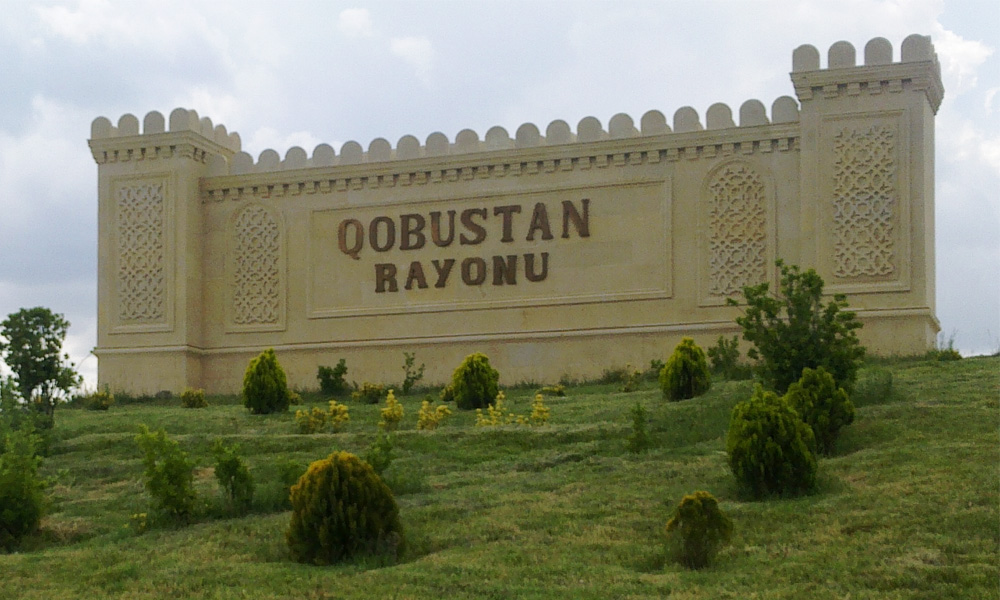

В районе действуют созданные в 1999 году 26 муниципалитетов: Гобустанский городской муниципалитет, Бадалли-Узумчунский, Баклакский, Джаирлийский, Джамджамли-Дамламаянский, Чаловский, Чуханлыкский, Дерекендский, Арабгадимский, Арабшалбашский, Арабшахвердикский, Гейдаракский, Хилмилли-Шыхларский, Екаханайский, Караджузлукский, Гурбанчы-Чайский, Набур-Джангийский, Нардаранский, Нариманкендский, Поладлы-Дагский, Садафский, Сундуйский, Шыхзахырлы-Джейранкечмез-Иланлыйский, Таклакский, Такла Мирзабабайский, Тасийский.

## Население
На начало 2018 года численность населения Гобустанского района составляла 46,1 тыс. человек, из которых 9,4 тыс. проживали в городских районах, 36,7 тыс. — в сельской местности. На начало 2021 года население составило 47,9 тыс. человек.
| Население          | 2010 | 2011 | 2012 | 2013 | 2014 | 2015 | 2016 | 2017 | 2018 |
| Гобустанский район | 40.5 | 41.1 | 41.8 | 42.5 | 43.2 | 44.0 | 44.8 | 45.4 | 46.1 |
| Город              | 8.2  | 8.3  | 8.5  | 8.6  | 8.8  | 9.0  | 9.1  | 9.3  | 9.4  |
| Деревня            | 32.3 | 32.8 | 33.3 | 33.9 | 34.4 | 35.0 | 35.7 | 36.1 | 36.7 |

## Экономика
Основной отраслью сельского хозяйства является растениеводство. Ежегодно производится около 40 тыс. тонн зерна, что создаёт условия для дальнейшего развития животноводства и птицеводства. Помимо зерна, в районе выращиваются картофель, капуста, помидоры, горох, виноград, подсолнечник.
В районе имеется 179 805 голов мелкого рогатого скота, 28 362 голов крупного рогатого скота, разводят 67 тысяч единиц различных видов птиц.

## Образование
В районе действуют 30 средних общеобразовательных школ.

## Культура
В районе действуют Центральная библиотека, центр Гейдара Алиева, школа искусств им. Р. Бейбутова, дома культуры, музыкальная школа.

## Медицина
Действует Центральная районная больница на 125 коек. Работают 21 врач, 92 средних медицинских работника.

## Достопримечательности
- Мавзолей Дири Баба